# Bărcănești (Prahova)
Bărcăneşti é uma comuna romena localizada no distrito de Prahova, na região de Muntênia. A comuna possui uma área de 37.25 km² e sua população era de 9464 habitantes segundo o censo de 2007.